# تری‌متیل‌پلاتین یدید
تری‌متیل‌پلاتین یدید (به انگلیسی: Trimethylplatinum iodide) یک کمپلکس آلی‌فلزی از فلز پلاتین با فرمول شیمیایی [(CH3)3PtI]4 است. این ماده به صورت جامد سفید و پایدار در برابر هوا است که یکی از اولین کمپلکس‌های آلی‌فلزی گزارش شده‌است. این ماده از واکنش پتاسیم هگزاکلروپلاتینات با متیل‌منیزیم کلرید تولید می‌شود.